# Karl Toko Ekambi
Karl Toko Ekambi   (20è districte de París, 14 de setembre de 1992) és un futbolista professional camerunés que juga com a davanter per l'Olympique de Lió i per la selecció de futbol del Camerun.